# Nicola D'Arienzo
Nicola D'Arienzo (Napoli, 24 dicembre 1842 – Napoli, 1915) è stato un compositore italiano.

## Biografia
Figlio del notaio Gaetano e di Maddalena Santelia.
Con l'aiuto dello zio, il librettista Marco D'Arienzo, studiò dapprima il pianoforte sotto la guida di Pietro Labriola e di Michelangelo Russo, successivamente armonia e contrappunto con Vincenzo Fioravanti, infine strumentazione con Giovanni Moretti.
Esordì con successo nel 1860 con l'opera buffa Monzù Gnazio o La fidanzata del parrucchiere (libretto di A. Passaro).
Ha insegnato musica, storia ed estetica al Conservatorio di Napoli. 
Tra i suoi allievi si annoverano van Westerhout, De Nardis, Gianturco, Denza, La Rotella, Napolitano, Savasta, Scaramuzza.
Tra le sue opere principali vanno annoverate durante la giovinezza alcune opere comiche caratterizzate dal buon gusto, dalla forza drammatica, dall'originalità delle idee melodiche, dalla brillante e raffinata strumentazione.
In seguito ha composto musica operistica nella tradizione rossiniana, musica vocale con romanze e canzoni napoletane, strumentale, religiosa e da camera, tra cui annoveriamo un Quintetto per pianoforte e archi, una Sonata per violoncello e pianoforte, due Concerti per violino e pianoforte, un Concerto per corno da caccia, ispirati dal romanticismo tedesco.
D'Arienzo fu un importante teorico e studioso soprattutto con l'approfondimento del sistema tetracordale nella musica moderna, grazie all'allargamento dell'armonia moderna e l'introduzione della scala con seconda minore.
Tra le pubblicazioni si annoverano: Il sistema tetracordale nella musica moderna (1878), Scuola di composizione musicale (1899),  Un predecessore di Alessandro Scarlatti (1891), Il melodramma dalle origini al sec. XVIII (1902), La musica in Napoli (1900).